# Hemistola directa
Hemistola directa är en fjärilsart som beskrevs av Edward P. Wiltshire 1966. Hemistola directa ingår i släktet Hemistola och familjen mätare. Inga underarter finns listade i Catalogue of Life.